# 데이비드 봄
데이비드 조세프 봄 왕립학회 회원 (영어: David Joseph Bohm, [déivid ʤóuzəf boʊm]; 1917년 12월 20일 - 1992년 10월 27일)은 20세기의 가장 중요한 이론물리학자 중 한 사람으로 일컬어지는 또한 양자 이론, 신경심리학 및 심리철학에 비정통파 아이디어에 공헌한 미국-브라질-영국 과학자이다. 물리학에 대한 그의 많은 공헌 중에는 현재 드 브로이-봄 이론으로 알려진 양자 이론에 대한 인과적 결정론적 해석이 있다.
봄은 양자 물리학이 현실에 대한 오래된 데카르트적 모형(Cartesian model)(어떻게든 상호 작용하는 두 종류의 물질, 정신적 물질과 물리적 물질이 있음)이 너무 제한적이라는 견해를 발전시켰다. 이를 보완하기 위해 그는 "함축적" 및 "설명적" 질서("implicate" and "explicate" order)의 수학적 물리적 이론을 개발했다. 그는 또한 뇌가 세포 수준에서 일부 양자 효과의 수학에 따라 작동한다고 믿었으며 사고는 양자 존재처럼 분산되고 비국소화된다고 가정했다. 봄의 주요 관심사는 일반적으로 현실의 본질을 이해하는 것과 특히 일관된 전체로서 의식을 이해하는 것이었는데, 봄에 따르면 이는 결코 정적이거나 완전하지 않다.
봄은 만연한 이성과 기술의 위험성에 대해 경고하면서 대신 진정으로 보완적(supportive) 대화의 필요성을 주장했다. 대화는 사회 세계에서 갈등과 골칫거리를 확장하고 통합할 수 있다고 주장했다. 여기서 그의 인식론은 그의 존재론을 반영했다.
미국에서 태어난 봄은 캘리포니아 대학교 버클리에서 로버트 오펜하이머 밑에서 박사 학위를 취득했다. 그는 공산주의자였기 때문에 1949년 연방 정부의 조사 대상이 되었고, 그로 인해 미국을 떠나게 되었다. 그는 여러 나라에서 경력을 쌓아 처음에는 브라질인이 되었고 그 다음에는 영국 시민(British citizen)이 되었다. 그는 1956년 헝가리 봉기 이후 마르크스주의를 포기했다.

## 청년기 및 대학
봄은 펜실바니아 주 윌크스배리에서 헝가리계 유대인 이민자 아버지 사무엘 봄Samuel Bohm과 리투아니아계 유대인 어머니 사이에서 태어났다. 그는 주로 가구점 주인이자 지역 랍비의 조수인 아버지 밑에서 자랐다. 유대인 가정에서 자랐음에도 불구하고 그는 십대에 불가지론자가 되었다. 봄은 펜실대학교 주립대(현재 펜실베이니아 주립 대학교)에 다녀서 1939년에 졸업했고, 그 후 캘리포니아 공과대학교에서 1년을 보냈다. 그후 그는 캘리포니아 대학교 버클리 방사선 연구소의 로버트 오펜하이머가 이끄는 이론물리학 그룹으로 옮겨 박사 학위를 취득했다.
봄은 오펜하이머의 다른 대학원생들(조반니 로시 로마니츠Giovanni Rossi Lomanitz, 조셉 와인버그Joseph Weinberg, 맥스 프리드먼Max Friedman)과 같은 동네에 살았고 그들과 함께 급진 정치에 점점 더 관여하게 되었다. 그는 젊은 공산주의자 동맹(Young Communist League), 징병 반대 캠퍼스 위원회(Campus Committee to Fight Conscription), 평화 동원 위원회(American Peace Mobilization)를 포함하여 공산주의 및 공산주의 지원 조직에서 활발히 활동했다. 방사선 연구소에서 근무하는 동안 봄은 미래의 베티 프리던과 관계를 맺었고 또한 산업 조직 회의(Congress of Industrial Organizations)(CIO)에 소속된 소규모 노동 조합인 건축가, 엔지니어, 화학자 및 기술자 연합(Federation of Architects, Engineers, Chemists, and Technicians)의 지역 지부를 조직하는 데 도움을 주었다.

## 연구 및 박사

### 맨해튼 프로젝트 기여
제2차 세계대전 동안 맨해튼 프로젝트는 최초의 원자 폭탄을 생산하기 위한 노력으로 버클리의 물리학 연구의 많은 부분을 동원했다. 오펜하이머는 봄에게 로스앨러모스(원자 폭탄을 설계하기 위해 1942년에 설립된 일급 비밀 연구소)에서 그와 함께 일할 것을 요청했지만, 프로젝트 책임자인 레슬리 그로브스 준장은 그의 정치성과 간첩 혐의를 받고 있던 와인버그Weinberg와의 가까운 우정에 대한 증거들을 본 후에 봄의 보안 허가를 승인하지 않았다.
전쟁 중에 봄은 버클리에 남아서 물리학을 가르쳤고 또한 플라스마, 싱크로트론(synchrotron) 및 싱크로사이클로트론(Synchrocyclotron)에 대한 연구를 수행했다. 그는 특이한 상황으로 1943년에 PhD를 마쳤다. 전기 작가 F. 데이비드 피트David Peat에 따르면, "그가 완성한 산란 계산(양성자와 중수소의 충돌)은 맨해튼 프로젝트에 유용한 것으로 판명되었고 또한 즉시 비밀로 분류되었다. 보안 인가가 없었던 봄은 자신의 논문에 대한 접근이 거부되었으며, 자신의 논문을 옹호하는 것이 금지되었을 뿐만 아니라, 애초부터 자신의 논문을 쓰는 것조차 허용되지 않았다!" 오펜하이머는 대학교를 만족시키기 위해 봄이 연구를 성공적으로 완료했음을 인증했다. 봄은 나중에 테네시 주 오크리지에 있는 Y-12 시설에서 1945년 히로시마에 투하된 원자폭탄의 우라늄 농축에 사용된 캘루트론에 대한 이론적인 계산을 수행했다.

### 매카시즘과 미국을 떠남
전쟁이 끝난 후 봄은 프린스턴 대학교의 조교수가 되었다. 그는 또한 인근 고등 연구소에서 알베르트 아인슈타인과도 가깝게 연구했다. 1949년 5월, 하원 비미 활동 위원회는 봄이 이전에 노동조합과 연관과 공산주의자로 의심되는 관계에 있었기 때문에 증언할 것을 요구했다. 봄은 증언을 거부할 수 있는 수정헌법 5조를 주장했고 동료들에 대한 증거 제공을 거부했다.
1950년에 봄은 위원회의 질문에 답변을 거부한 혐의로 체포되었다. 그는 1951년 5월에 무죄를 선고받았지만 프린스턴은 이미 그를 정직시켰다. 봄의 무죄 판결 후 동료들은 그를 프린스턴에 복직시키려고 했지만 해롤드 W. 도즈Harold W. Dodds 프린스턴 총장은 봄의 재계약을 하지 않기로 결정했다. 아인슈타인은 그를 연구소의 연구 조교로 임명하는 것을 고려했지만 오펜하이머(1947년부터 연구소의 소장을 역임했다)는 "이 아이디어에 반대했고 [...] 그의 이전 학생에게 나라를 떠나라고 조언했다." 맨체스터 대학교로 가려는 그의 요청은 아인슈타인의 지원을 받았지만 성공하지 못했다. 봄은 제이미 티옴노Jayme Tiomno의 초청과 아인슈타인과 오펜하이머의 추천으로 상파울루 대학교의 물리학 교수직을 맡기 위해 브라질로 떠났다.

### 양자 이론과 봄 확산(Bohm diffusion)

2슬릿 실험을 거치는 전자의 보미안 궤적. 단일 광자에 대해서도 유사한 패턴이 관찰되었다.

그의 초년 동안, 봄은 물리학, 특히 양자역학 및 상대성이론에 많은 중요한 공헌을 했다. 버클리에서 대학원생으로서 그는 플라스마 이론을 개발하여 현재 봄 확산(Bohm diffusion)으로 알려진 전자 현상을 발견했다. 1951년에 출판된 그의 첫 번째 책인 《양자 이론(Quantum Theory)》은 특히 아인슈타인에게 좋은 평가를 받았다. 그러나 봄은 그가 그 책에서 쓴 양자 이론의 정통적인 해석에 불만을 갖게 되었다. 양자역학의 WKB 근사가 결정론적 방정식으로 이어진다는 사실과 단순한 근사만으로는 확률론을 결정론적 이론으로 바꿀 수 없다는 인식에서 출발하여 그는 양자역학에 대한 기존 접근 방식의 불가피성을 의심했다.
봄의 목표는 결정론적, 기계적 관점을 설정하는 것이 아니라 기존의 접근 방식과 달리 속성을 근본적인 실재에 귀속시키는 것이 가능하다는 것을 보여주는 것이었다. 그는 자신의 해석(드 브로이-봄 이론, 파일럿 파동 이론이라고도 함)을 개발하기 시작했으며, 그 예측은 비결정론적 양자 이론과 완벽하게 일치했다. 그는 처음에 그의 접근 방식을 숨은 변수 이론이라고 불렀지만, 나중에 그의 이론에 의해 기술된 현상의 기저를 이루는 확률 과정이 언젠가 발견될 수 있다는 그의 견해를 반영하여 이를 '존재론적 이론'이라고 불렀다. 봄과 그의 동료인 바질 하일리Basil Hiley는 나중에 "숨은 변수에 대한 해석"이라는 용어의 선택이 너무 제한적이라는 사실을 발견했다고 말했다. 특히 변수, 위치 및 운동량이 "실제로 숨겨져 있지 않기" 때문이다.
봄의 연구와 EPR 역설은 국소적 숨은 변수 이론을 배제하는 존 스튜어트 벨의 벨 부등식을 유발하는 주요 요인이 되었다. 벨의 연구의 전체 결과는 여전히 조사되고 있다.

### 브라질
1951년 10월 10일 봄이 브라질에 도착한 후 상파울루 주재 미국 영사는 그의 여권을 압수했고, 그가 고국으로 돌아가야만 찾을 수 있다고 고지함으로써 그는 공포스럽게 했고, 그가 유럽 여행을 희망했었기 때문에, 그의 사기가 크게 떨어진 것으로 알려졌다. 그는 브라질 시민권을 신청해서 받았지만, 법률에 따라 미국 시민권을 포기해야만 했다. 그는 소송을 제기하고 나서 단지 수십 년 후인 1986년에 야 그것을 되찾을 수 있었다.
봄은 상파울루 대학에서 1952년 그의 출판물의 주제가 된 인과 이론에 대해서 연구했다. 장피에르 비지에Jean-Pierre Vigier는 상파울루로 여행을 가서 봄과 3개월 동안 일했고; 우주론자 피터 버그만Peter Bergmann의 제자인 랄프 쉴러Ralph Schiller는 2년 동안 그의 조수였으며; 그는 티옴노Tiomno 및 발터 쉬처Walther Schützer와 함께 일했고; 또한 마리오 번지Mario Bunge는 1년 동안 그와 함께 일했다. 그는 브라질의 물리학자 마리오 쉔버그Mário Schenberg, 장 마이어Jean Meyer, 레이테 로페스Leite Lopes와 접촉했으며, 그의 작업에서 그를 격려하고 자금 조달을 도왔던 리처드 파인만, 이지도어 아이작 라비, 레온 로젠펠드Léon Rosenfeld, 카를 프리드리히 폰 바이츠제커, 허버트 엘. 앤더슨Herbert L. Anderson, 도날드 커스트Donald Kerst, 마르코스 모신스키Marcos Moshinsky, 알레한드로 메디나Alejandro Medina 및 하이젠베르크의 전 조수인 귀도 벡Guido Beck를 비롯한 브라질 방문객들과 때때로 토론을 했다. 브라질 국가 과학 기술 개발 위원회(CNPq)는 인과 이론에 대한 그의 작업을 명시적으로 지원하고 봄 주변의 여러 연구원에게 자금을 지원했다. 비지에와 그의 작업은 특히 마델룽Madelung이 제안한 유체 역학 모델과의 연결에 대해 루이 드 브로이와 둘 사이의 오랜 협력의 시작이었다. 그러나 인과 이론은 많은 저항과 회의론에 부딪쳤고 많은 물리학자들은 코펜하겐 해석이 양자 역학에 대한 유일한 실행 가능한 접근 방식이라고 주장했다.
1951년부터 1953년까지 봄과 데이비드 파인스David Pines는 랜덤 위상 근사(Random phase approximation)를 소개하고 플라즈몬을 제안한 소논문들을 발표했다.

### EPR 역설의 봄과 아하로노프 형식
1955년 봄은 이스라엘로 이주하여 하이파의 테크니온에서 2년 동안 일했다. 그곳에서 그는 1956년에 결혼한 사라("사랄") 울프슨Sarah("Saral") Woolfson을 만났다.
1957년 봄과 그의 제자 야키르 아하로노프Yakir Aharonov는 아인슈타인-포돌스키-로젠 (EPR) 역설의 새로운 버전을 출판하여 스핀의 관점에서 원래 주장을 재구성했다. 존 스튜어트 벨이 1964년 그의 유명한 논문에서 논의한 것은 EPR 역설의 그런 형태였다.

### 아하로노프–봄 효과

아하르노프-봄 효과를 관찰할 수 있는 이중 슬릿 실험의 개략도: 전자가 두 개의 슬릿을 통과하여 관찰 화면에서 간섭하며 원통형 솔레노이드에서 자기장 B가 켜질 때 간섭 패턴이 이동한다.

1957년 봄은 브리스톨 대학교의 연구원으로 영국으로 이주했다. 1959년에 봄과 아하로노프는 자기장이 차폐된 공간 영역에 어떻게 영향을 미칠 수 있고 반면에 그 벡터 퍼텐셜은 그곳에서 사라지지 않음을 보여주는 아하로노프-봄 효과를 발견하였다. 이것은 지금까지 수학적으로 편리했던 자기 벡터 퍼텐셜(Magnetic vector potential)이 실제 물리적(양자) 효과를 가질 수 있음을 처음으로 보여주었다.
1961년에 봄은 런던 대학교의 버크벡 칼리지에서 이론물리학 교수가 되었고, 1987년에 명예교수가 되었다. 그의 수집된 논문은 그곳에 보관되어 있다.

### 함축적 및 설명적 질서
버크벡 칼리지에서 봄과 바질 하일리Basil Hiley의 많은 작업은 봄이 제안한 함축적, 설명적 그리고 생성적 질서의 개념을 확장했다. 봄과 힐리의 관점에서 "사물, 입자와 같은 것, 물체 및 실제로 주체"는 기본적 활동(underlying activity)의 "반자율적 준국소적 특징"으로서 존재한다. 이러한 기능은 특정 기준이 충족되는 특정 수준의 근사까지만 독립적인 것으로 간주될 수 있다. 그 그림에서 작용 함수가 플랑크 상수보다 훨씬 크지 않다는 조건에서 양자 현상에 대한 고전적 한계(classical limit)는 그러한 기준 중 하나를 나타낸다. 그들은 그러한 질서에서의 활동에 대해 "홀로무브먼트(holomovement)"라는 단어를 사용했다.

### 뇌의 홀로노믹 모형

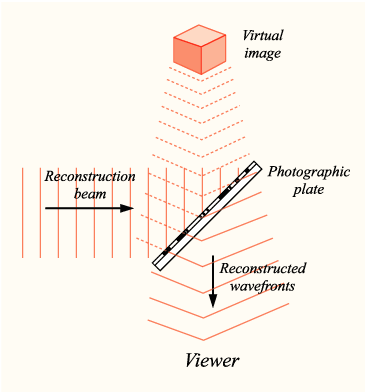
홀로그램 재구성에서 사진판의 각 영역에는 전체 이미지가 포함된다.

봄은 스탠퍼드 대학교의 신경과학자 칼 H. 프리브람Karl H. Pribram과 공동으로 뇌 기능의 홀로노믹 모형의 초기 개발에 참여했다. 이 모형은 일반적으로 받아들여지는 아이디어와 크게 다른 인간 인지 모형이다. 봄은 양자 수학적 원리와 파동 패턴의 특성에 따라 뇌가 홀로그램과 유사한 방식으로 작동한다는 이론을 프리브람과 함께 연구했다.

### 의식과 사고
그의 과학적 연구 외에도 봄은 개인과 사회에서 관심, 동기 부여 및 갈등과 관련된 사고의 역할에 특히 관심을 가지고 의식의 본질을 탐구하는 데 깊은 관심을 보였다. 이러한 관심은 마르크스주의 이데올로기와 헤겔 철학에 대한 그의 초기 관심의 자연스러운 확장이었다. 그의 견해는 1961년부터 철학자, 연설가, 작가인 지두 크리슈나무르티와의 광범위한 상호작용을 통해 더욱 명확해졌다. 그들의 협력은 25년 동안 지속되었으며 녹음된 대화는 여러 권으로 출판되었다.
봄의 크리슈나무르티 철학에 대한 장기간의 관여는 그의 과학자들 중 일부에 의해 다소 회의적인 것으로 간주되었다. 두 사람 사이의 관계에 대한 보다 최근의 광범위한 조사는 이를 보다 긍정적인 관점에서 제시하고 심리학 분야에서 봄의 작업이 이론 물리학에 대한 그의 공헌과 상보적이고 양립할 수 있음을 보여준다.
심리학 분야에 대한 봄의 관점의 성숙한 표현은 캘리포니아 오하이에 있는 크리슈나무르티가 설립한 오크 그로브 스쿨(Oak Grove School)에서 1990년에 실시된 세미나에서 발표되었다. 그것은 오크 그로브 스쿨에서 봄이 개최한 일련의 세미나 중 하나였으며, 그것은 《시스템으로서의 사고(Thought as a System)》로 출판되었다. 세미나에서 봄은 생각의 본질과 그것이 일상 생활에 미치는 영향에 대한 많은 잘못된 가정을 포함하여 사회 전반에 퍼져 있는 생각의 영향을 설명했다.
세미나에서 봄은 몇 가지 상호 관련된 주제를 개발한다. 그는 사고가 개인, 사회, 과학 등 모든 종류의 문제를 해결하는 데 사용되는 어디에나 있는 도구(ubiquitous tool)이라고 지적한다. 그러나 그는 사고가 무심코 많은 문제의 원인이기도 하다고 주장한다. 그는 상황의 아이러니를 인식하고 인정한다. 마치 의사에게 가서 병에 걸리는 것과 같다.
봄은 사고가 개인과 사회 전반에 걸쳐 원활하게 전달되는 개념, 아이디어 및 가정의 상호 연결된 네트워크라는 의미에서 시스템이라고 주장한다. 그러므로 사고의 기능에 결함이 있다면 그것은 전체 네트워크를 감염시키는 시스템적 결함임에 틀림없다. 따라서 주어진 문제를 해결하기 위해 가져오는 사고는 해결하려는 문제를 만든 동일한 결함에 취약하다.
사고는 그저 객관적으로 보고하는 것처럼 진행되지만, 실제로는 종종 예상치 못한 방식으로 인식을 착색하고 왜곡하기도 한다. 봄에 따르면 사고에 의해 도입된 왜곡을 수정하기 위해 필요한 것은 일종의 고유 수용 또는 자기 인식이다. 몸 전체의 신경 수용체는 우리의 신체적 위치와 움직임을 직접적으로 알려주지만 사고의 활동에 대한 그에 상응하는 인식은 없다. 그러한 인식은 심리적 고유 수용성을 나타내며 사고 과정의 의도하지 않은 결과를 인식하고 수정할 수 있는 가능성을 가능하게 한다.

### 추가 관심사
봄은 일반 의미론 분야를 발전시킨 폴란드계 미국인 알프레드 코르지브스키Alfred Korzybski의 말을 인용하여 자신의 저서 《창조성에 대해(On Creativity)》에서 "형이상학은 세계관의 표현"이며 "따라서 형이상학을 일종의 예술 형식으로 간주해야 하며, 전체로서의 현실에 대해 참된 것을 말하려는 시도라기보다는 어떤 면에서는 시를, 다른 면에서는 수학을 닮았다."
봄은 과학적 주류를 벗어난 다양한 아이디어를 예리하게 인식했다. 봄은 그의 책 《과학, 질서와 창조성(Science, Order and Creativity)》에서 루퍼트 샐드레이크Rupert Sheldrake를 포함하여 종의 진화에 대한 다양한 생물학자의 견해를 언급했다. 그는 또한 빌헬름 라이히의 사상을 알고 있었다.
다른 많은 과학자들과 달리 봄은 초자연적인 현상을 배제하지 않았다. 봄은 심지어 유리 겔러의 열쇠와 숟가락 구부리기가 가능하다고 일시적으로 생각했으며, 그의 동료인 바질 하일리Basil Hiley는 물리학에서 그들의 연구에 대한 과학적 신뢰성을 훼손할 수 있다고 경고했다. 마틴 가드너는 《스켑티칼 인콰이어러(Skeptical Inquirer)》 기사에서 이를 보고했고, 또한 봄이 1959년에 만났고 이후에 많은 교류를 가졌던 지두 크리슈나무르티의 견해를 비판했다. 가드너는 정신과 물질의 상호 연결성에 대한 봄의 견해(한번은 그가 "전자조차도 어떤 수준의 정신이 고지된다"고 요약했다.)는 "범심론(panpsychism)과의 유희였다"라고 말했다.

### 봄 대화
말년의 사회 문제를 해결하기 위해서, 봄은 "봄 대화(Bohm Dialogue)"로 알려진, 동등한 지위와 "자유 공간"이 의사 소통의 가장 중요한 전제 조건과 다양한 개인 신념들에 대한 이해를 형성하는 해결책에 대한 제안서를 작성했다. 이러한 형태의 대화에서 필수적인 요소는 참가자가 즉각적인 행동이나 판단을 "중단"하고 자신과 서로에게 사고 과정 자체를 인식할 기회를 주는 것이다. 봄은 "대화 그룹"이 충분히 넓은 규모로 경험된다면 봄이 사회에서 관찰한 고립과 파편화를 극복하는 데 도움이 될 수 있다고 제안했다.

## 말년
봄은 1987년 은퇴한 후에도 양자 물리학에서 그의 작업을 계속했다. 사후에 출판된 그의 마지막 작업인 《분할되지 않은 우주: 양자 이론의 존재론적 해석(The Undivided Universe: An Ontological Interpretation of Quantum Theory)》 (1993)은 바질 하일리Basil Hiley와의 수십 년 간의 협력의 결과였다. 그는 또한 사회 요법의 한 형태로서 대화의 중요성에 대해 유럽과 북미 전역의 청중들에게 런던의 정신과 의사이자 그룹 분석(Group Analysis)의 실무자인 패트릭 드 마레Patrick de Maré에게서 차용한 개념에 대해 이야기했으며, 또한 달라이 라마와 일련의 회의를 했다. 그는 1990년에 왕립학회의 펠로우(Fellow of the Royal Society)로 선출되었다.
삶이 끝나갈 무렵, 봄은 이전에 겪었던 우울증의 재발을 경험하기 시작했다. 그는 1991년 5월 10일 사우스런던의 모즐리 병원(Maudsley Hospital)에 입원했다. 그의 상태는 악화되었고 그를 도울 수 있는 유일한 치료법은 전기 경련 요법이라고 결정되었다. 봄의 아내는 봄의 오랜 친구이자 협력자인 정신과 의사인 데이비드 샤인버그David Shainberg와 상담했으며, 봄은 전기 경련 치료가 아마도 그의 유일한 선택일 것이라는 데 동의했다. 봄은 치료를 통해 개선된 모습을 보여 8월 29일에 퇴원했지만 우울증이 재발하여 약물 치료를 받았다.
봄은 1992년 10월 27일 런던의 헨던에서 심장마비로 74세의 나이로 사망했다.
영화 《무한한 퍼텐셜(Infinite Potential)》은 봄의 삶과 연구를 기반으로 한다. F. 데이비드 피트F. David Peat의 전기와 같은 이름을 채택한다.

## 인과 이론의 수용
1950년대 초, 봄의 숨겨진 변수에 대한 인과 양자 이론은 대부분 부정적인 인식을 받았으며 물리학자들 사이에서는 봄 개인적 및 그의 아이디어를 모두 무시하는 경향이 널리 퍼졌었다. 1950년대 후반과 1960년대 초반에 봄의 아이디어에 대한 관심이 크게 부활했다; 1957년 브리스톨에서 열린 콜스턴 연구회(Colston Research Society)의 9차 심포지엄은 그의 아이디어에 대한 더 큰 관용으로 가는 중요한 전환점이 되었다.

## 출판물
- 1951. Quantum Theory, New York: Prentice Hall. 1989 reprint, New York: Dover
- 1957. Causality and Chance in Modern Physics, 1961 Harper edition reprinted in 1980 by Philadelphia: U of Pennsylvania Press
- 1962. Quanta and Reality, A Symposium, with N. R. Hanson and Mary B. Hesse, from a BBC program published by the American Research Council
- 1965. The Special Theory of Relativity, New York: W.A. Benjamin.
- 1980. Wholeness and the Implicate Order, London: Routledge; 1983 Ark paperback; 2002 paperback
- 1985. Unfolding Meaning: A weekend of dialogue with David Bohm (Donald Factor, editor), Gloucestershire: Foundation House; 1987 Ark paperback; 1996 Routledge paperback
- 1985. The Ending of Time, with Jiddu Krishnamurti, San Francisco: Harper
- 1987. Science, Order, and Creativity, with F. David Peat. London: Routledge. 2nd ed. 2000.
- 1989. Meaning And Information, In: P. Pylkkänen (ed.): The Search for Meaning: The New Spirit in Science and Philosophy, Crucible, The Aquarian Press, 1989.
- 1991. Changing Consciousness: Exploring the Hidden Source of the Social, Political and Environmental Crises Facing our World (a dialogue of words and images), coauthor Mark Edwards, Harper San Francisco
- 1992. Thought as a System (transcript of seminar held in Ojai, California, from 30 November to 2 December 1990), London: Routledge.
- 1993. The Undivided Universe: An ontological interpretation of quantum theory, with B.J. Hiley, London: Routledge, (final work)
- 1996. On Dialogue. editor Lee Nichol. London: Routledge; 2004 edition
- 1998. On Creativity, editor Lee Nichol. London: Routledge; 2004 edition
- 1999. Limits of Thought: Discussions, with Jiddu Krishnamurti, London: Routledge
- 1999. Bohm–Biederman Correspondence: Creativity and Science, with Charles Biederman. editor Paavo Pylkkänen
- 2002. The Essential David Bohm. editor Lee Nichol. London: Routledge, preface by the Dalai Lama 2017. David Bohm: Causality and Chance, Letters to Three Women, editor Chris Talbot. Cham, Switzerland: Springer
- 2018. The Unity of Everything: A Conversation with David Bohm, with Nish Dubashia. Hamburg, Germany: Tredition
- 2020. David Bohm’s Critique of Modern Physics, Letters to Jeffrey Bub, 1966-1969, Foreword by Jeffrey Bub, editor Chris Talbot. Cham, Switzerland: Springer

## 같이 보기
- 미국 철학
- 봄 외피 기준(Bohm sheath criterion)
- 미국 철학자 명단(List of American philosophers)
- 오케스트레이션된 목표 감소(Orchestrated objective reduction)
- 칼 H. 프리브람Karl H. Pribram
- 양자 마음(Quantum mind)
- 양자 신비주의(Quantum mysticism)
- 랜덤 위상 근사(Random phase approximation)
- 홀로그램 우주

## 추가 자료
- William Keepin: A life of dialogue between science and spirit – David Bohm. In World Scriptures: Leland P. Stewart (ed.): Guidelines for a Unity-and-Diversity Global Civilization, World Scriptures Vol. 2, AuthorHouse. (2009) pp. 5–13
- William Keepin: Lifework of David Bohm. River of Truth, Re-vision, vol. 16, no. 1, 1993, p. 32.